# Gos de treball

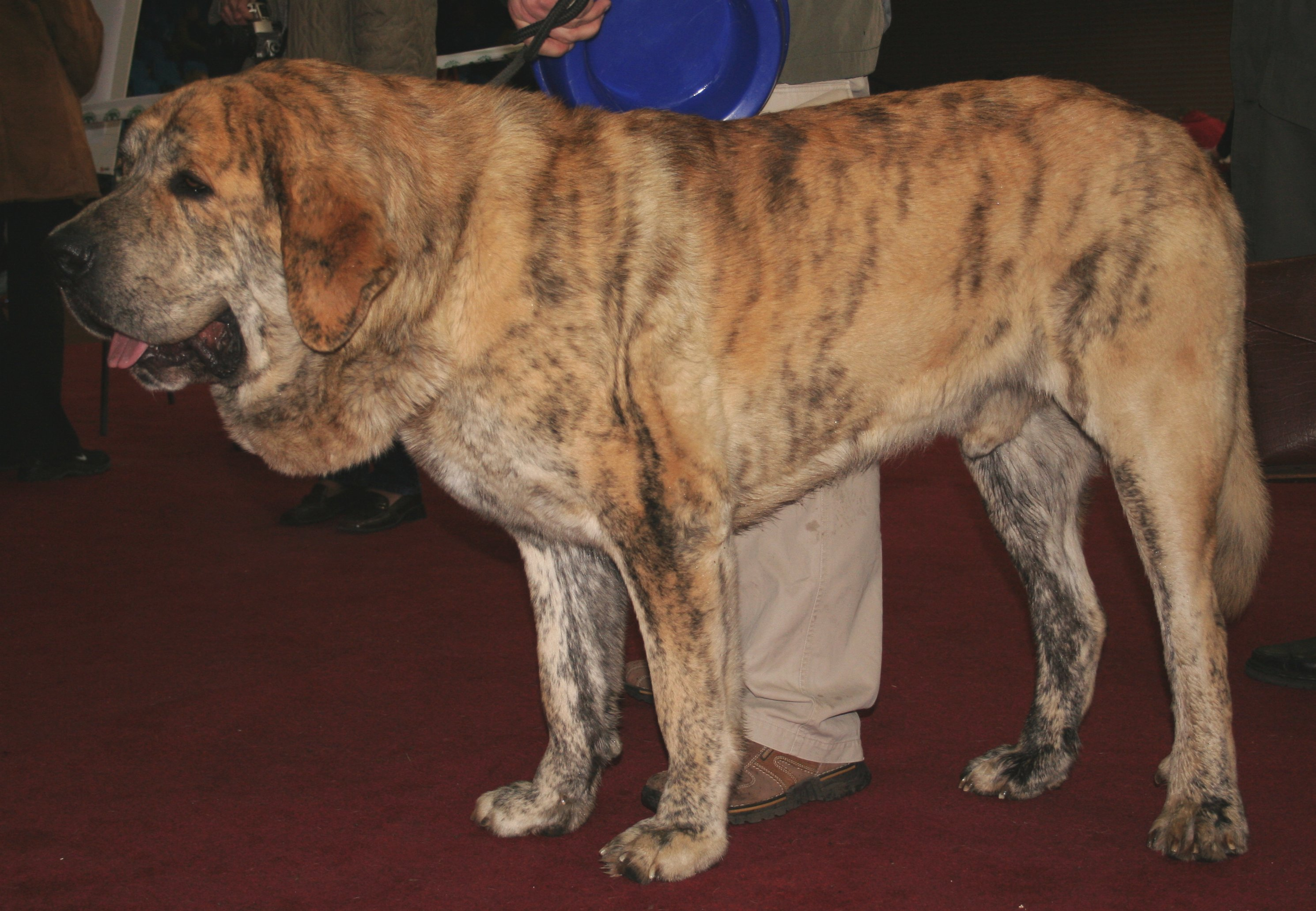
Mastí espanyol.

Aquests gossos corresponen al grup 2 de la Federació Cinològica Internacional, la classificació inclou: Gossos Tipus Pinscher i Schnauzer, Molosoides, Gossos Tipus muntanya i Gos bover.

## Secció 1

### Secció 1. Tipus Pinscher i Schnauzer
Alemanya:
- Dobermann
- Pinscher
- Pinscher miniatura ( Zwergpinscher)
- Affenpinscher

Àustria:
- Pinscher austríac

### Secció 1.2 Schnauzer
Alemanya
- Schnauzer gegant (Riesenschnauzer) Sal i Pebre, Negre.
- Schnauzer estàndard Sal i Pebre, Negre.
- Schnauzer miniatura Sal i Pebre, Negre, Negre i Plata, Blanc.

### Secció 1.3 Smoushond
Holanda:
- Smoushond neerlandès

### Secció 01/04 Tchiorni Terrier
Rússia:
- Terrier negre rus

## Secció 2 Molosoides

### Secció 2.1 Tipus Dogo
Argentina:
- Dogo argentí

Brasil:
- Fila brasileiro

Xina:
- Shar-pei

Estats Units:
- Boxer

Dinamarca:
- Broholmer

Alemanya:
- Bòxer

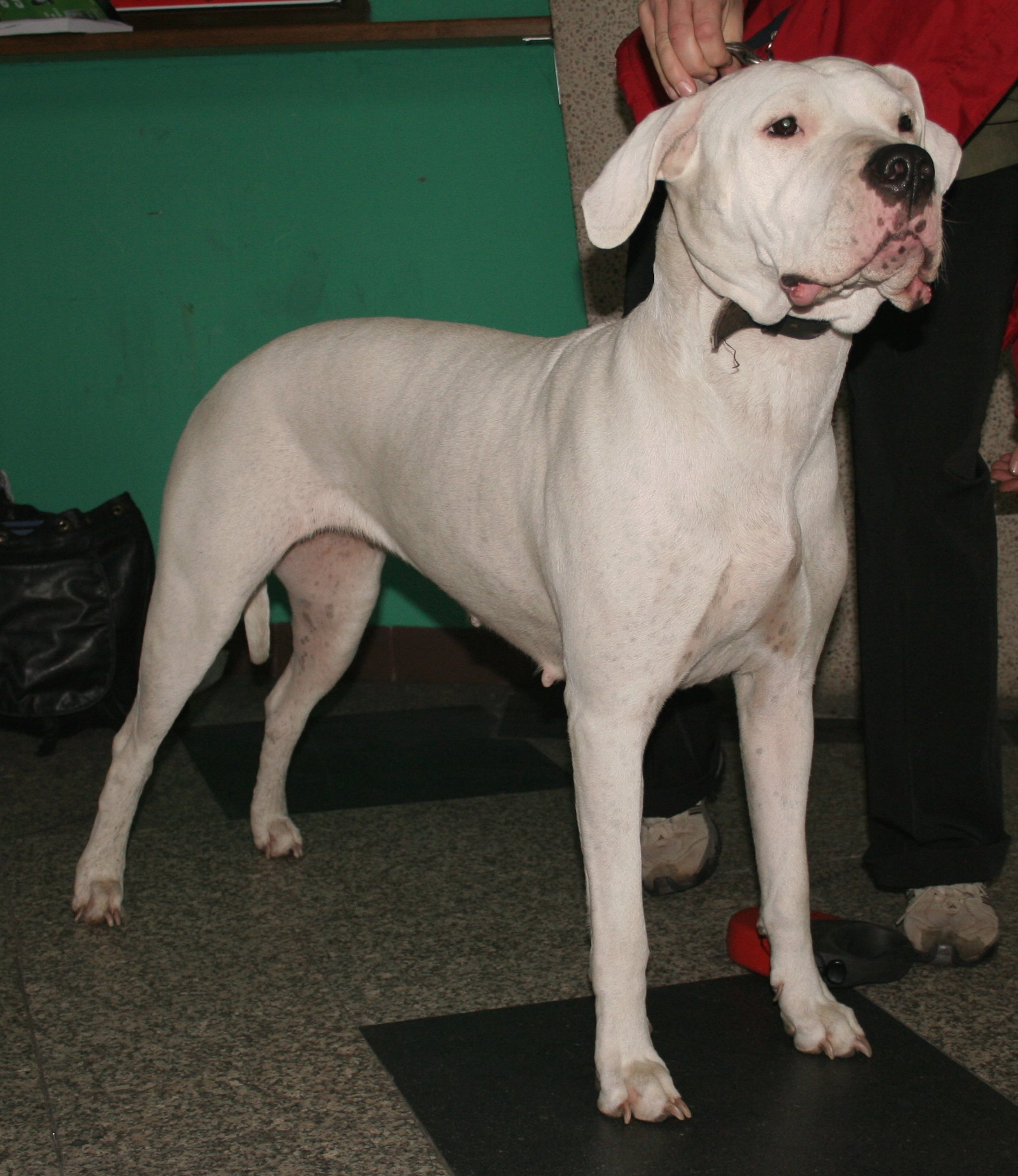
Dogo argentí.

- Gran danès Daurat i Tigrat, Negre i Arlequí, Blau.
- Rottweiler

Espanya:
- Ca de bou (Gos de Presa Mallorquí)
- Presa canari (No reconegut per la F.C.I.)

França:
- Dog de Bordeus

Gran Bretanya:
- Bulldog anglès
- Bullmastiff
- Mastí anglès

Itàlia:
- Mastí napolità
- Gos cors

Japó:
- Tosa inu

### Secció 2.2. Tipus Muntanya
Turquia:
- Pastor d'Anatòlia

Canadà:
- Terranova, Marró, Negre, Blanc i Negre.

Alemanya:
- Hovawart
- Leonberger

Alemanya / Suïssa:
- Landseer (Tipus Europeu-Continental)

Espanya:
- Mastí espanyol
- Mastí dels Pirineus

França:
- Gos de muntanya dels Pirineus

Iugoslàvia:
- Sarplaninac

Marroc:
- Aidi

Portugal:
- Cão do Serra da Estrela Pèl llis, pèl llarg.
- Cão de Castro Laboreiro
- Rafeiro do Alentejo

Suïssa:
- Santbernat, Pèl curt, pèl llarg.

Eslovènia:
- Krazki Ovčar

Rússia:
- Pastor caucàsic
- Berger blanc suís de l'Àsia central.

Tibet:
- Mastí tibetà

## Secció 3
- Gossos tipus muntanya i Bovers Suïssos

Suïssa:
- Bover d'Appenzell
- Bover de Berna
- Bover d'Entlebuch
- Gran bover suís